# Wodzisław Śląski
Wodzisław Śląski é um município da Polônia, na voivodia da Silésia e no condado de Wodzisław. Estende-se por uma área de 49,51 km², com 48 345 habitantes, segundo os censos de 2017, com uma densidade de 976,5 hab/km².